# جون ويك (سلسلة أفلام)
جون ويك، هي سلسلة أفلام أكشن أنشأها الكاتب ديريك كولستاد، تتمحور السلسلة حول جون ويك ، وهو قاتل مأجور سابق أُجبر على العودة إلى عالم الجريمة السفلي الذي تخلى عنه سابقًا.
بدأت السلسلة بإصدار فيلم جون ويك في عام 2014 ، تلاه جون ويك 2 في عام 2017 و جون ويك 3: بارابليوم عام 2019. سجلت سلسلة الأفلام الثلاث نجاحات تجارية ، إذ بلغ إجمالي عوائدها أكثر من 587 مليون دولار في جميع أنحاء العالم. بعد ذلك أُصدر في مارس 2023 فيلم جون ويك 4  ويتم حاليًا العمل على نستختين مستلهمة من السلسلة الأصلية، أحداهما سلسلة محدودة تصدر في عام 2023 بعنوان ذا كونتيننتال وفيلم باليرينا وجزء من السلسلة الرئيسية بإسم جون ويك 5. في حين أن الجزء الخامس من السلسلة الأصلية الذي كان من المفترض تصويره بالتزامن مع الفيلم الرابع، حيث أعربت ليونزغيت إنترتينمنت عن بدء العمل على فيلم جون ويك 5 ولكن في بداية مراحله الأولى من الإنتاج. 

## خلفية
تدور أحداث قصة السلسلة حول جون ويك (يمثله كيانو ريفز) وهو يتيم أسمه الأصلي جارداني جوفونوفيتش ولد في بيلاروسيا. أختطفته نقابة الجريمة روسكا روما وربته ودربته ليصبح من أهم القتلة المأجورين في النقابة، وذاع صيته في المافيا الروسية ولُقب بـ"بابا ياجا" وكان يرأسه فيجو تاراسوف (يمثله مايكل نيكفيست).
تبدأ الأحداث في بداية الفيلم بعد استقاله جون ويك من مهامه كأسطورة في مجال القتل المأجور بعد قضائه على كل عصابات الجريمة المنظمة في مدينة نيويورك ليتزوج هيلين (تمثلها بريدجيت مويناهان) قبل وفاتها بمرض السرطان.
في سلسلة أفلام جون ويك، توجد قوانين يجب على كل قاتل مأجور حول العالم الإلتزام بها، وتعتبر سلسلة فنادق الكونتينينتال مناطق حيادية لعالم الجريمة السفلي حيث يمنع فيه عمل أي جريمة، إذ قام كل من المدراء وهم وينتسون سكوت (ايان ماكشين) وصوفيا الأزوار (هيلي بيري) وشيمازو كوجي (هيرويوكي سانادا) بالقسم للولاء للمجلس الأعلى المكون من 12 قائد. يُدفع للقتلة المأجورين عملات ذهبية ذات قيمة مالية ومعنوية للحصول على خدماتهم، ومنها عملات تسمى "ماركر" وتمثل قسم روحي بين شخصين مقابل مهمة محددة يقوم بها كل طرف للآخر، يكون فيها أحد الأطراف هو "حامل العهد" حتى يأتي الطرف الآخر ليطالب بالخدمة المستحقة له. لابد للقتلة المأجورين الإلتزام بقانونين لكي لايعاقبوا بالنفي، 1. يمنع عقد صفقات في فندق الكونتينيتال 2. لابد من الوفاء لعملة الـ"ماركر". 